# フィルム冷却

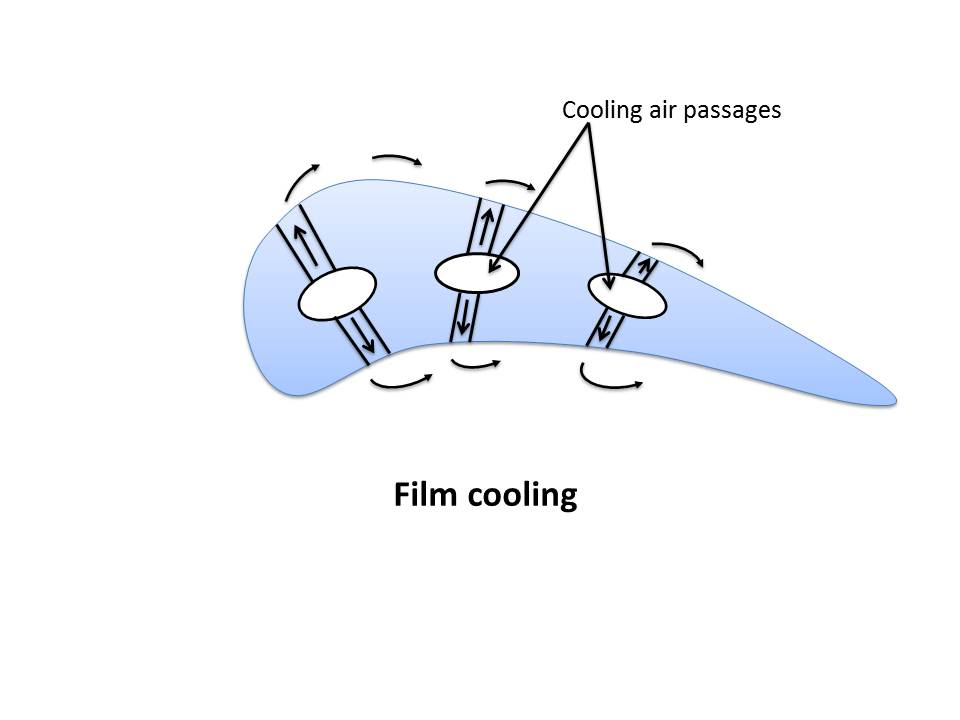
タービン翼のフィルム冷却の模式図

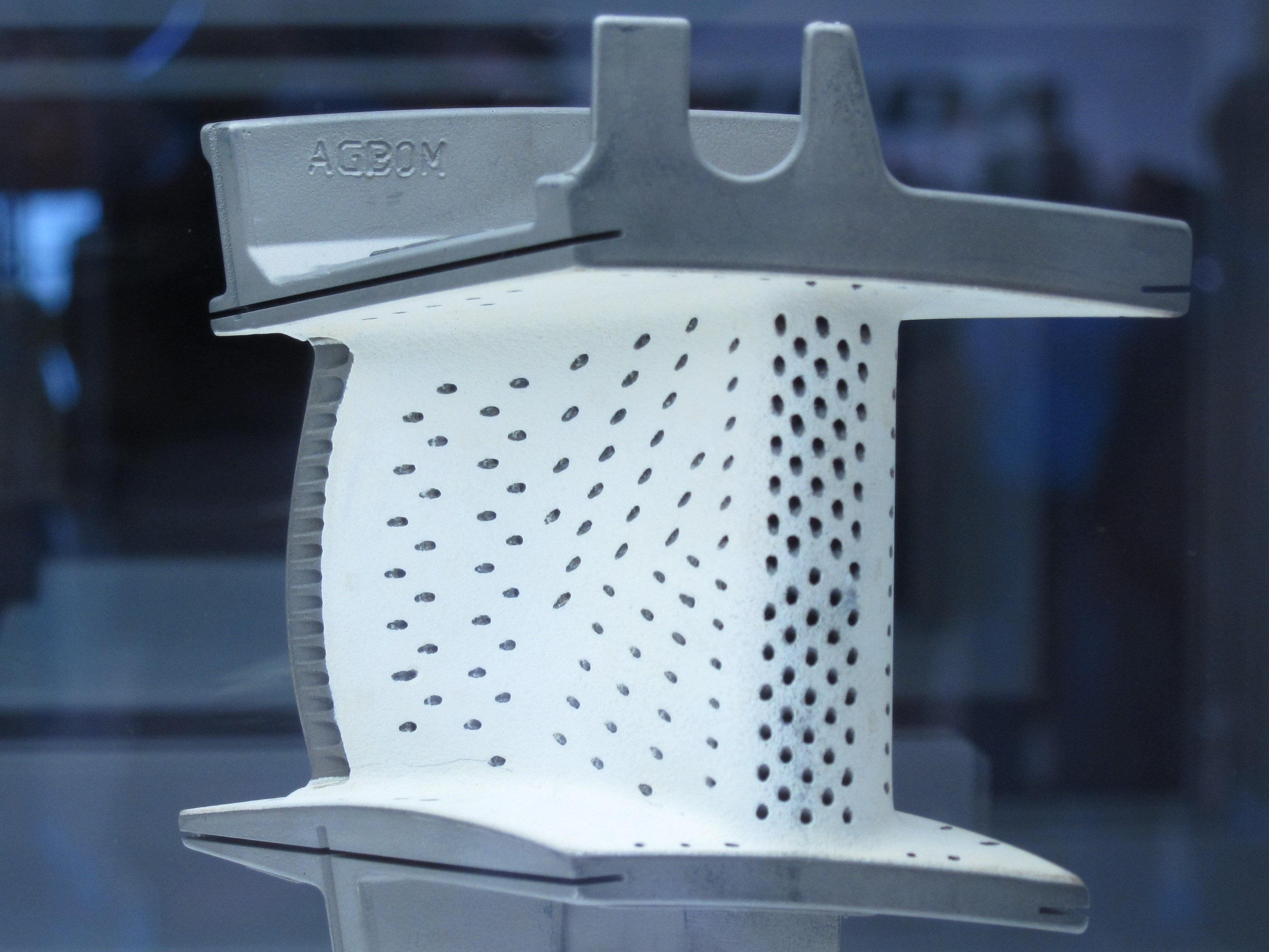
V2500ターボファンエンジンのタービン整流翼、表面に並んでいる孔から空気が噴出して保護層を形成する

タービン翼、表面に並んでいる孔から空気が噴出して保護層を形成する

損傷したV2500ターボファンエンジンのタービン整流翼の修理工程
1:修復前の破損した整流翼
2:分解して熱被覆を除去
3:化学的に洗浄(MCrAIY)
4:フッ素イオンによる洗浄後(注:この写真の整流翼は損傷が激しいので再利用しない)
5:ロウ付け後 (冷却孔は塞がれている)
6:研削による整形と蛍光探傷
7:真空プラズマで新しい被覆を施す (MCrAIY)
8:大気圧プラズマで熱被覆を施す
9:レーザーで冷却孔をあける
10:カバーを追加して最終検査
11:修復された整流翼の仕上がりの拡大

フィルム冷却とはスリットや冷却孔から流体を噴射することで火炎が直接構造体に触れないように断熱層を形成することにより冷却空気膜を形成して翼表面を保護する方法。ロケットエンジンやガスタービン等に使用されている。

## ガスタービンのフイルム冷却
ジェットエンジン等のガスタービンエンジンではタービンの冷却にフィルム冷却が使用される。タービンの表面に冷却用空気の噴出孔が開けられ、空気が噴出することで火炎に直接曝されないようにする。